# Čertkus luční
Čertkus luční (Succisa pratensis) je vytrvalá planě rostoucí rostlina, jediný v České republice rostoucí druh z nepříliš rozsáhlého rodu čertkus. V roce 2015 se stal německou Rostlinou roku.

## Výskyt
Vyjma nejjižnějších a nejsevernějších oblastí roste v celé Evropě, včetně Ruska až po západní Sibiř a Kavkaz. Ostrůvkovitě vyrůstá i na severu Afriky v Tunisku, Maroku a na Kanárských ostrovech. Zavlečen byl na východní pobřeží Severní Ameriky. V Česku je rozšířen od nížin až do podhůří, těžiště výskytu se nachází ve středních výškách.
Je rostlinou preferující periodicky vlhké půdy. Roste na nehnojených střídavě vlhkých loukách a pastvinách, v příkopech, na vlhkých osluněných místech v lesích nebo jejich okrajích s kolísající hloubkou podzemní vody. Na příhodném místě je dlouhodobou rostlinou, předpokládá se jeho životnost i 50 let. Čertkus luční je diagnostickým druhem společenstev svazu Molinion caeruleae.
V ČR vyrůstal v minulosti poměrně hojně, v současnosti jen roztroušeně až ojediněle. Mnohé jeho lokality byly průběžně pozměněny odvodněním nebo jiným nevhodným způsobem obhospodařování.

## Popis
Vytrvalá bylina obvykle vysoká 30 až 80 cm s přízemní růžicí tužších řapíkatých listů vyrůstajících z odspodu uhnívajícího oddenku. Jejich lysé nebo řídce chlupaté čepele jsou celokrajné nebo jemně zubaté, eliptické či kopinaté, u báze postupně zúžené v řapík a na konci tupě špičaté, na svrchní straně jsou tmavě zelené a zespod nasivělé. Rostlina vytváří jednu nebo více jednoduchých nebo chudě větvených lodyh porostlých vstřícnými listy jejíchž řapíky jsou u báze srostlé a tvoří tak krátkou pochvu, jinak jsou podobné listům přízemním a směrem vzhůru se zmenšují.
Lodyhy počínají vyrůstat v polovině června a nesou vidlany strboulů, mající v průměru 2 až 2,5 cm, které jsou tvořené rozdílným počtem květů (až 80). Velice často se vyvine květenství pouze na hlavní lodyze, pokud vznikne i na postranní, tak až při konci kvetení. Zpočátku polokulovitá, později kulovitá až válcovitá květenství s dlouhými stopkami jsou podepřena ve dvou řadách krátkými zelenými chlupatými listeny. Jednotlivým květům vyrůstá z pohárkovitého čtyřcípého zákrovečku spodní dvouplodolistový semeník na jehož vrcholu je umístěn kalich dělený do pěti černých úzkých cípů (osin). Z krátké čtyřcípé trubkovité koruny modrofialové barvy (vzácně bíle nebo růžové) vyčnívají čtyři tyčinky s prašníky. Vyskytují se také rostliny s jen samičími květy bez tyčinek a prašníků.
Nejdříve u všech květů dospějí prašníky a vysunou se ven z květů, po vyprášení pylu uvadnou. Teprve potom dozrají blizny a vyčnívají z květů zase ony, takto se zabraňuje samoopylení. Rostliny kvetou v období od července do září a jsou bohatým zdrojem pylu a nektaru, alogamní opylování zajišťuje rozličný létající denní i noční hmyz, nejintenzivněji pestřenky rodu Eristalis. Plodem je čtyřhranná nažka 5 až 7 mm dlouhá s vytrvávajícím chlupatým kalichem. Rostlina se rozmnožuje téměř výhradně semeny která dolétnou do vzdálenosti cca 100 m nebo jsou roznášena mravenci či v trusu býložravců.

## Zajímavosti
V minulosti se jeho kořene používalo k léčbě dýchacích cest, pro hojení ran, proti vodnatelnosti i jako amuletu zabraňujícímu uhranutí. Zespodu uhnilý oddenek byl považován za ukousnutý a zde je původ jeho názvu čert kus. Obdobně se jmenuje v angličtině "Devil's-bit" nebo v němčině "Teufelabiss" (čertův kousek).
V ČR je čertkus luční jediným rostoucím rostlinným druhem, na jehož rubovou stranu větších spodních listů klade v květnu až červnu asi 300 vajíček hnědásek chrastavcový, jeden z nejohroženějších denních motýlů Evropy. Housenky se líhnou v pozdním létě, žijí pospolu a živí se jeho listy. Na začátku zimy vytvářejí nápadná zámotková hnízda, v nichž přezimují. Na jaře dokončují svůj vývoj (pokud spasou listy jedné rostliny, stěhují se na druhou) a kuklí se přímo na listech čertkusů.

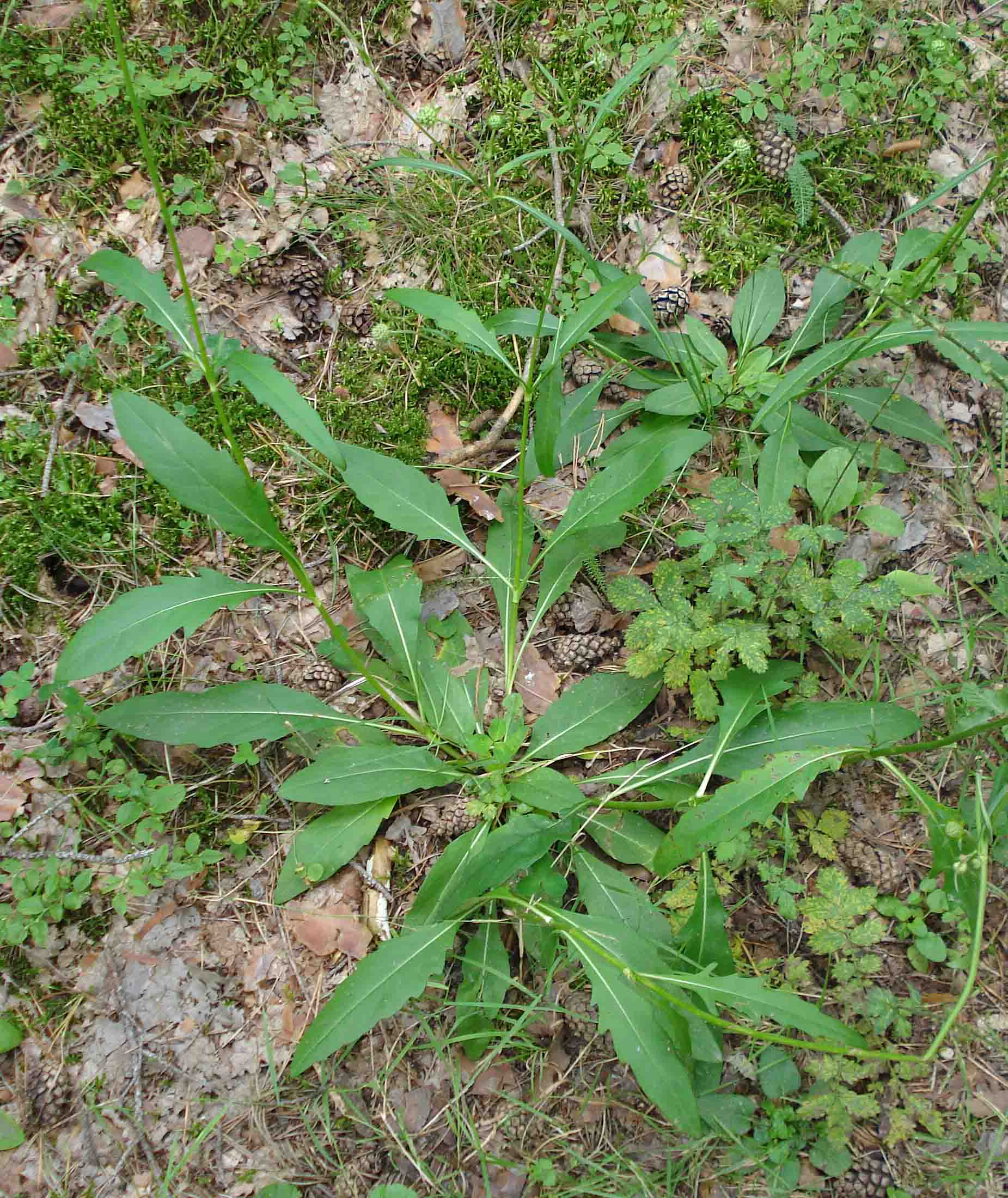
Rostliny bez lodyh
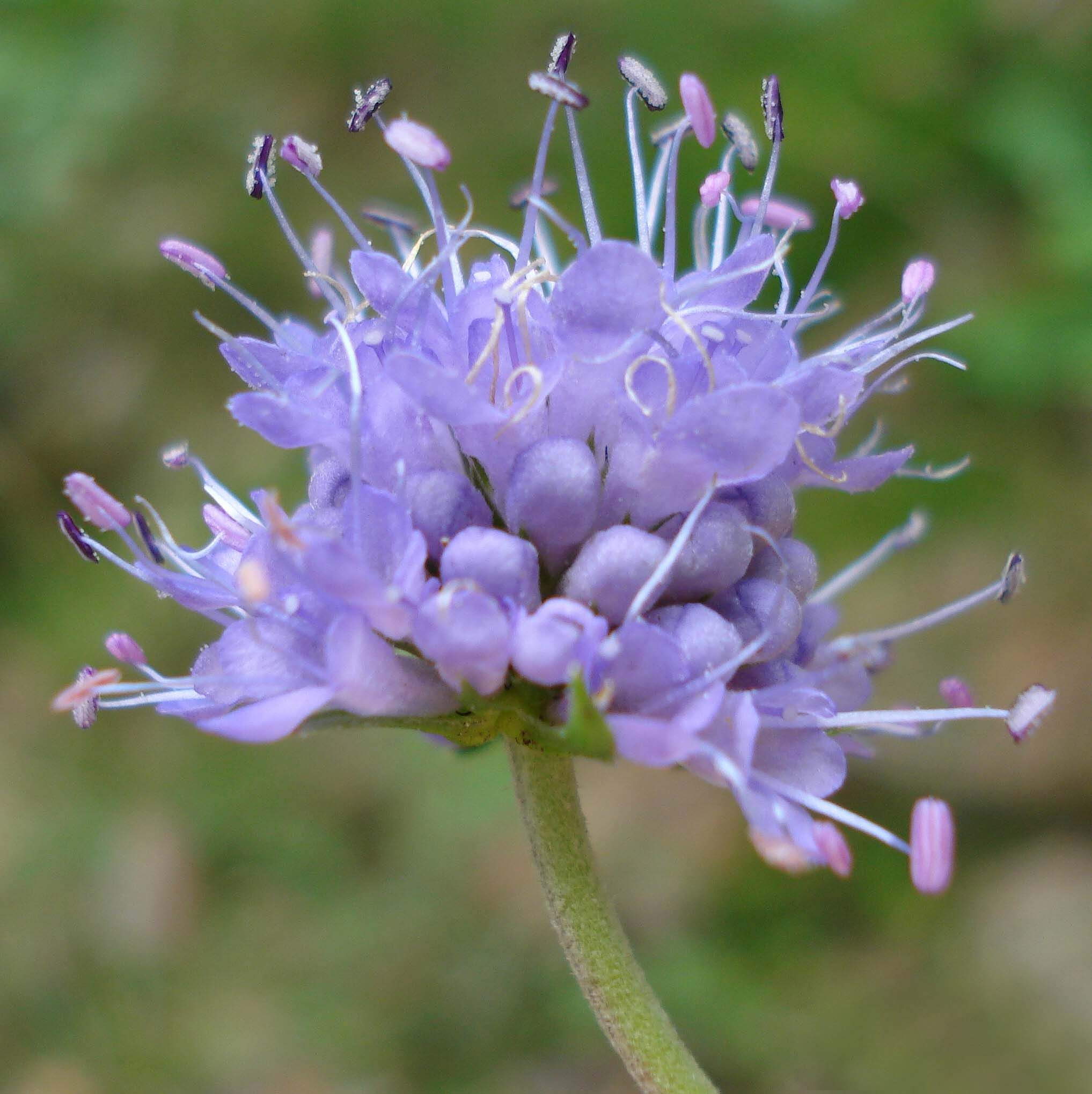
Květ se zralými prašníky
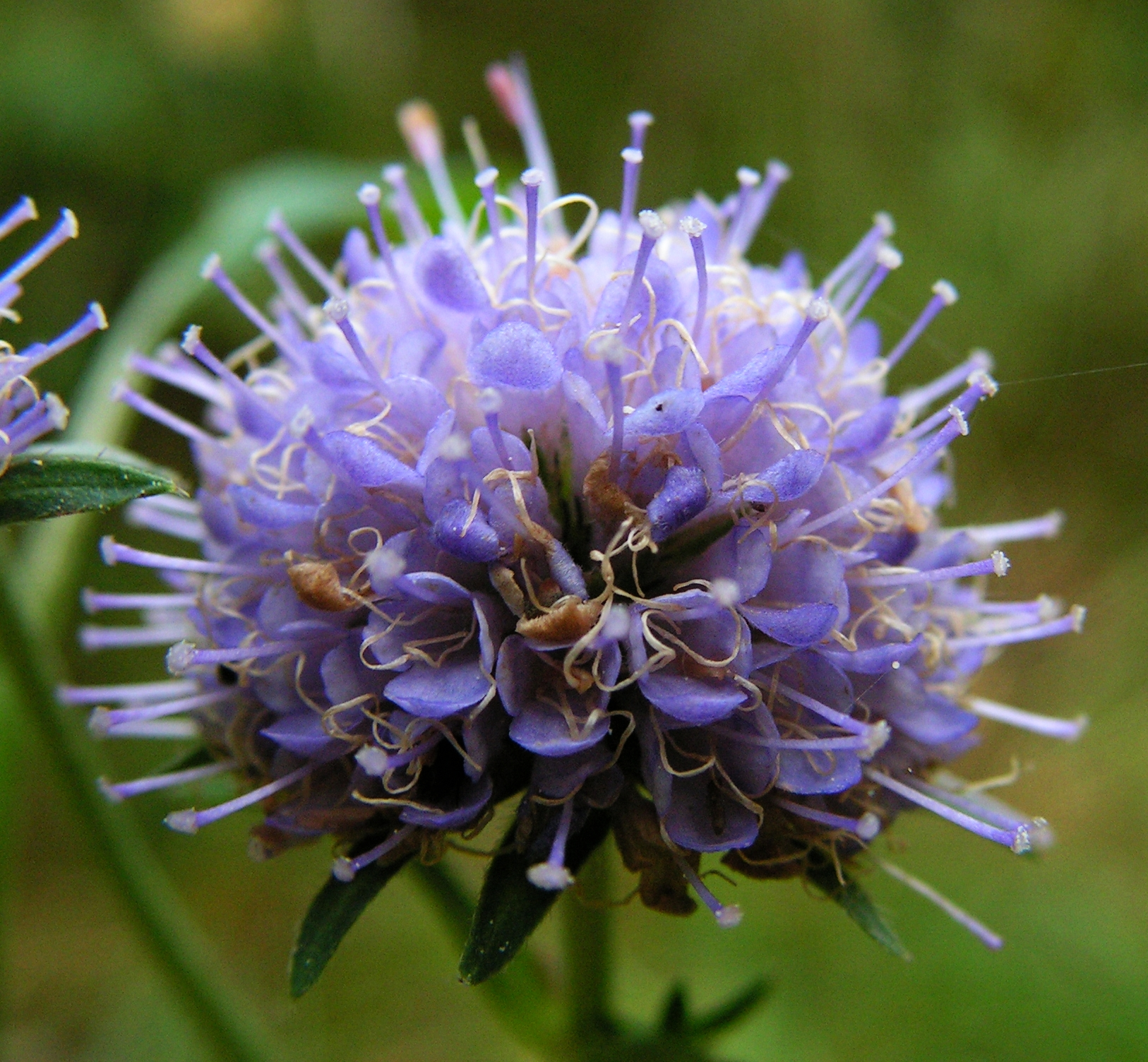
Květ se zralými bliznami
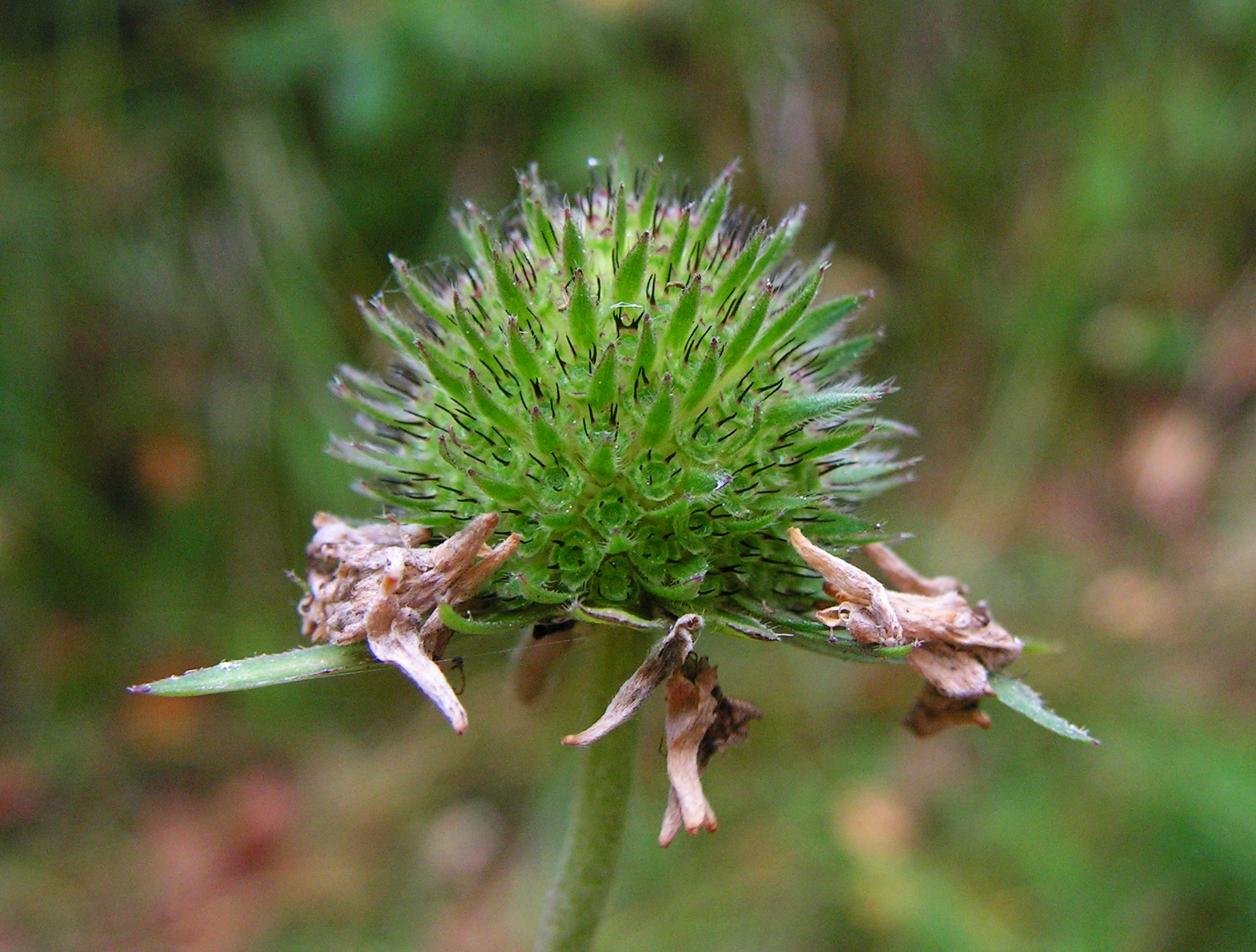
Dozrávající nažky
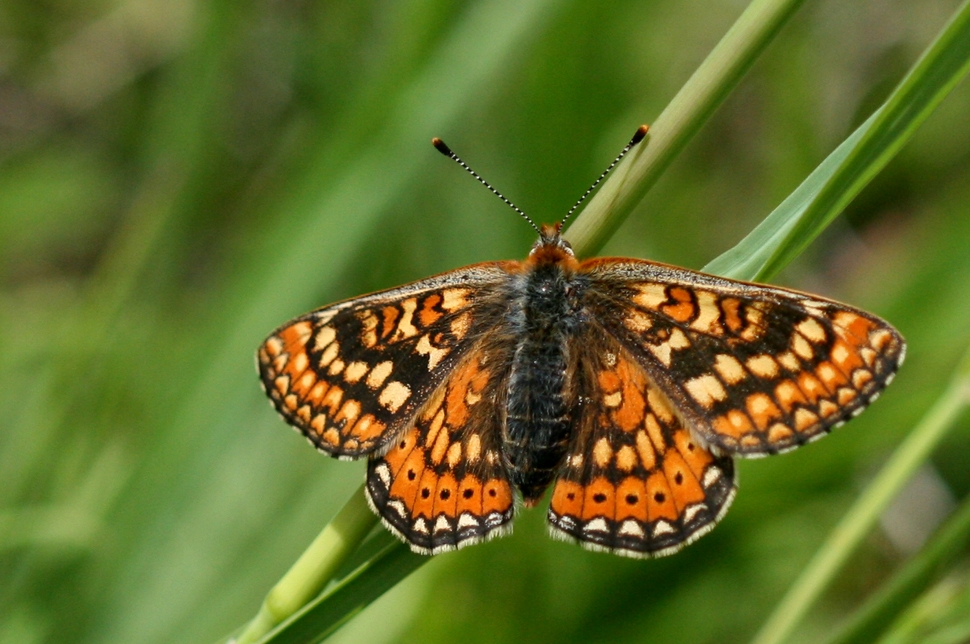
Hnědásek chrastavcový
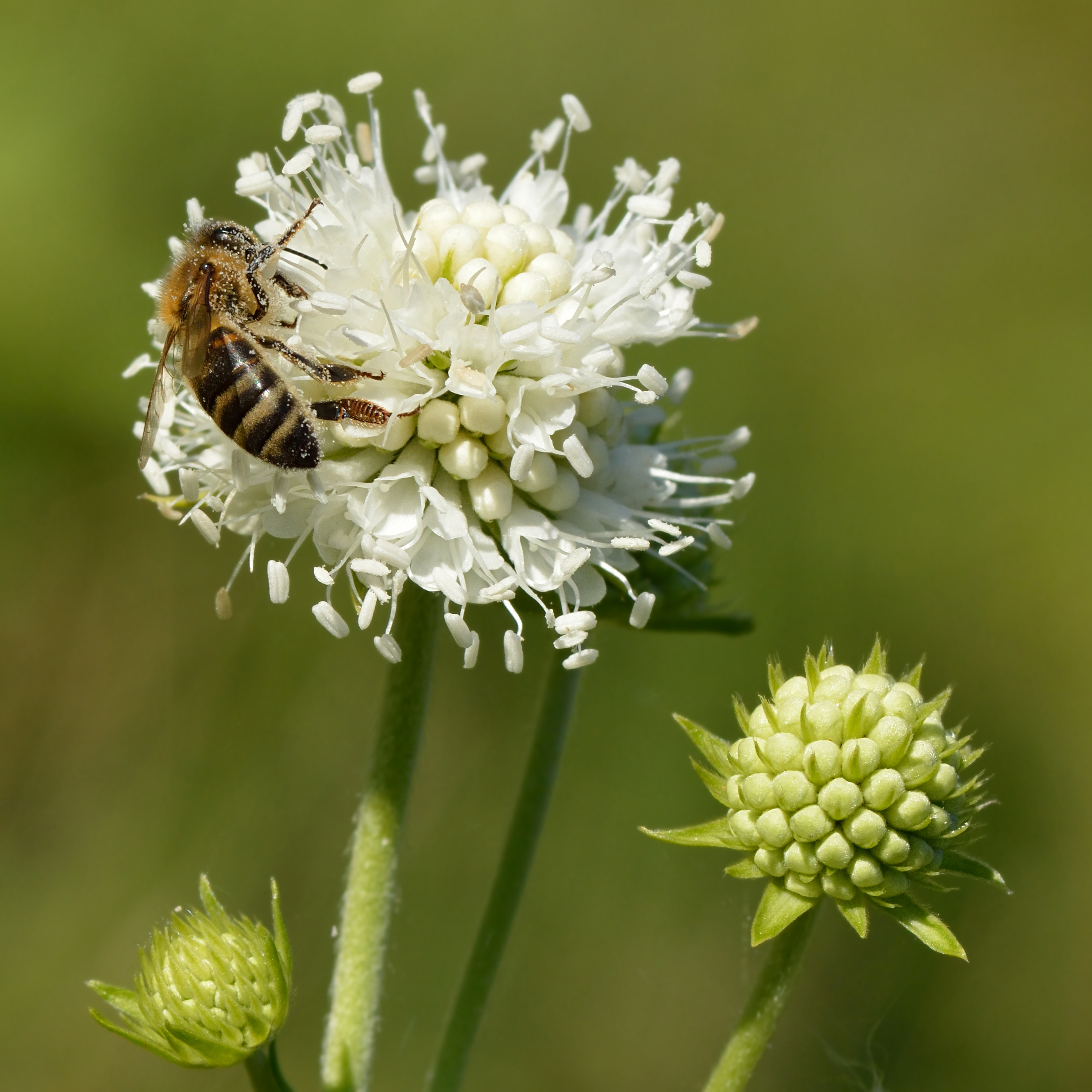